# Visconde do Rio Branco (ort)
Visconde do Rio Branco är en ort i Brasilien.   Den ligger i kommunen Visconde do Rio Branco och delstaten Minas Gerais, i den sydöstra delen av landet, 800 km sydost om huvudstaden Brasília. Visconde do Rio Branco ligger 343 meter över havet och antalet invånare är 29 009.
Terrängen runt Visconde do Rio Branco är platt åt sydost, men åt nordväst är den kuperad. Visconde do Rio Branco ligger nere i en dal. Runt Visconde do Rio Branco är det ganska glesbefolkat, med 24 invånare per kvadratkilometer.. Närmaste större samhälle är Ubá, 16,1 km sydväst om Visconde do Rio Branco.
Omgivningarna runt Visconde do Rio Branco är huvudsakligen savann.